# 大烏特柳克河
大烏特柳克河（羅馬化：Velykyi Utliuk）是烏克蘭的河流，位於該國南部扎波羅熱州，發源自希羅凱附近，河口處在達維迪夫卡東南部，河道全長83公里，流域面積850平方公里。